# Saint-Estève

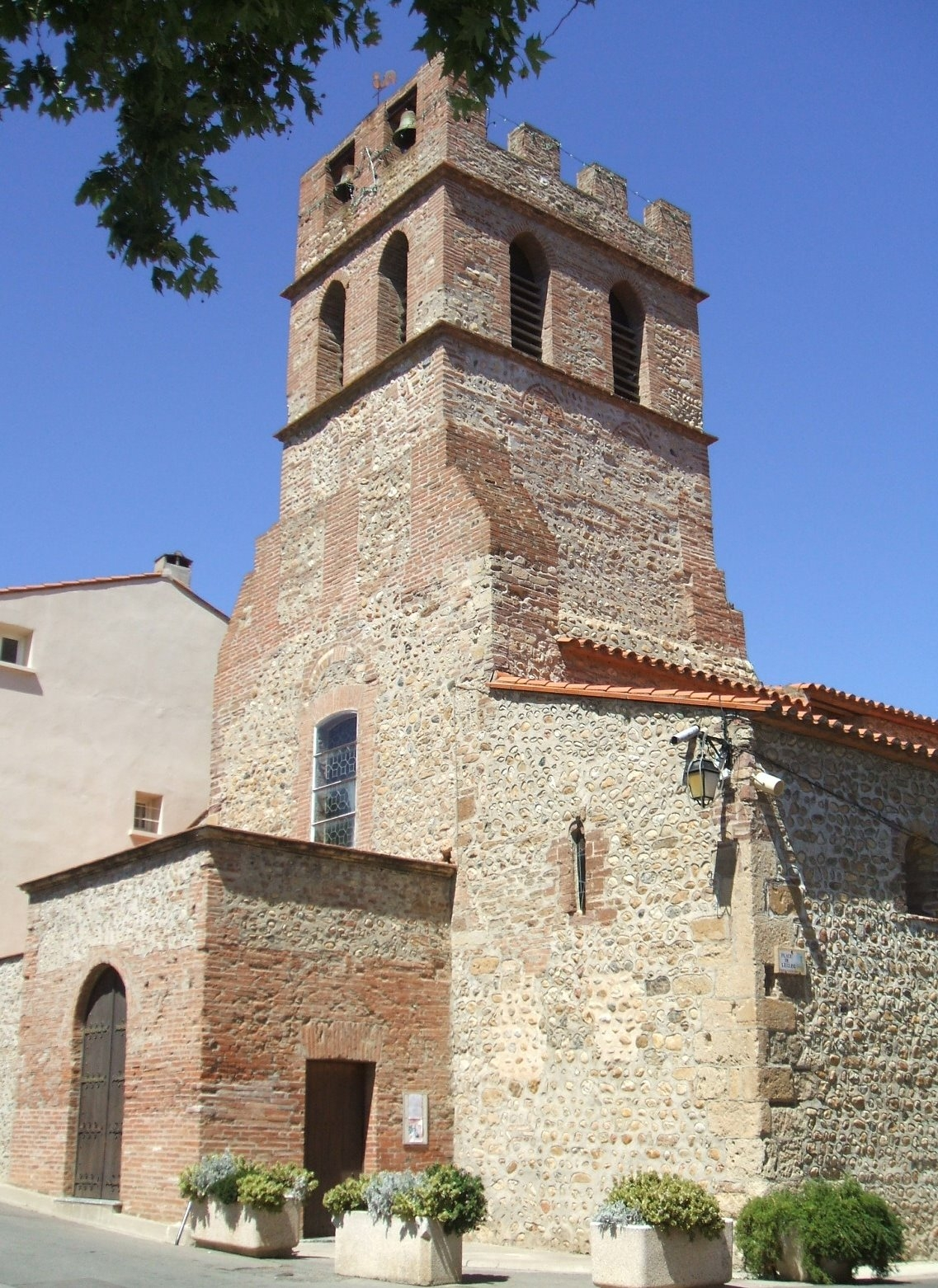
Romański kościół św. Stefana (2008)

Saint-Estève – miejscowość i gmina we Francji, w regionie Oksytania, w departamencie Pireneje Wschodnie.
Według danych na rok 1990 gminę zamieszkiwało 9856 osób, a gęstość zaludnienia wynosiła 845 osób/km² (wśród 1545 gmin Langwedocji-Roussillon Saint-Estève plasuje się na 22. miejscu pod względem liczby ludności, natomiast pod względem powierzchni na miejscu 666.).

## Populacja

Populacja Saint-Estève w latach 1962–2008